# Can Planes (Cercs)
Can Planes és una obra del municipi de Cercs (Berguedà) inclosa en l'Inventari del Patrimoni Arquitectònic de Catalunya.

## Descripció
Es tracta d'una estructura de planta quadrada edificada en alçada. Compta amb obertures mitjanes a les bandes de llevant i de migdia, amb formalització regular a la façana principal orientada al sud. Teulada a dues aigües amb carener perpendicular a la façana. Aparell de carreus irregulars sense treballar i maçoneria reforçat amb blocs de pedra escairada als angles. Pallissa lateral, en mal estat, adjuntada al cos d'edificació per la banda de ponent i amb coberta a una vessant. Els marcs de la porta original són de fusta. Els marcs i llindes de les obertures del primer i segon pis han estat modificats amb material modern.

## Història
Tot i que el proper lloc d'El Gall és documentat des de l'època medieval, la casa d'El Planars, per la seva estructura tipològica i materials es pot datar com de la primera meitat del segle xix. Va estar habitada regularment fins a començaments de la dècada dels anys 70 del present segle en què fou expropiada per formar part dels marges de servitud de l'Embassament de la Baells.